# Henri-Cardin-Jean-Baptiste d'Aguesseau
Pour les articles homonymes, voir Famille d'Aguesseau et D'Aguesseau.
Henri-Cardin-Jean-Baptiste, marquis d’Aguesseau, né le 23 août 1752 à Paris où il est mort le 22 janvier 1826, est un homme politique et diplomate français, dont l’activité s’exerce de la Révolution à la Restauration.

## Biographie
Petit-fils du chancelier Henri François d'Aguesseau et de Cardin Lebret, le marquis d’Aguesseau embrasse tout jeune la carrière illustrée par son aïeul, et débute comme avocat du roi au Châtelet de Paris et le 31 décembre 1774, il passe avocat général au parlement, puis, conseiller d'État, et, en 1783, grand-prévôt maître des cérémonies de l'Ordre du Saint-Esprit (1783-1790).
Il épouse, le 18 janvier 1775, Marie Catherine de Lamoignon, fille aînée de Chrétien-François II de Lamoignon de Basville et petite-fille de Nicolas-René Berryer. Leur fille Félicité d'Aguesseau épouse son cousin germain le comte Octave de Ségur.

### Député aux États généraux de 1789
En 1789, la noblesse du bailliage de Meaux le choisit pour la représenter aux États généraux. Il fait partie du groupe des 47 députés de son ordre qui se réunissent au tiers état dès le 25 mai ; mais il n'a à l'Assemblée qu'un rôle effacé et se démet de ses fonctions en juin 1790.
Non émigré, il devient suspect : à la séance du 4 juin 1792, le capucin Chabot, dans son rapport sur le comité autrichien, compte d'Aguesseau au nombre des gens soupçonnés de projeter et de préparer l'enlèvement du roi et la dissolution de l'Assemblée. L'Assemblée renvoie le rapport à ses comités, et la dénonciation n'a pas de suites.
D'Aguesseau juge prudent de se mettre à l'abri, et il se tient longtemps caché tantôt dans son château de Fresnes, tantôt dans un asile secret que lui a ménagé un de ses serviteurs.

### Sénateur du Premier Empire
L'avènement de Bonaparte le rappelle à la vie publique : il est, après le 18 Brumaire, nommé président du Tribunal d'appel de Paris : le 4 juillet 1800, présentant les hommages de ce corps au chef du gouvernement, il le félicite sur ses victoires d'Italie.
Trois ans après, il est envoyé à Copenhague en qualité de ministre plénipotentiaire de France au Danemark. En 1805, Napoléon Ier l'appelle à faire partie du Sénat conservateur (12 pluviôse an XIII : 1er février 1805).

### Pair de France
Louis XVIII le comprend à son tour, en 1814, dans la liste des pairs qu'il institue.
D'Aguesseau quitte la France pendant les Cent-Jours, revient avec la famille royale, et entre à la Chambre des pairs. Il y fait partie de diverses commissions, notamment de la commission des « Douze », nommée pour la mise en accusation des prévenus de la conspiration militaire du 19 août.
Il opine en faveur du projet de loi relatif à la contrainte par corps, qui lui parait réunir les dispositions diverses des lois déjà en vigueur. Dans la discussion, il répond à ceux qui voulaient donner dans certains cas, à détention pour dettes le caractère d'une peine à perpétuité « que la loi proposée laissait un asile aux débiteurs malheureux, et qu'elle est indispensable pour mettre un terme aux incertitudes dans cette partie de la jurisprudence ».
Il fait également partie (1817) d'une Société dont le projet est l'amélioration du régime des prisons.
Dans le procès du maréchal Ney, il vote pour la mort.
Déjà « grand officier commandeur » de l'ordre du Saint-Esprit dès 1783, d'Aguesseau reçoit de Napoléon la croix de commandant de la Légion d'honneur et le titre de comte. Il est reçu en 1787 à l'Académie française, maintenu par l'ordonnance royale du 21 mars 1816.

Il est, à sa mort, le dernier survivant de « l'ancienne Académie ». Son successeur Brifaut, se tire adroitement de son éloge : 

« La mort, dit-il, a surpris M. d'Aguesseau à la Chambre des pairs, négligé par la renommée, pour laquelle il ne faisait plus rien, mais visité par la vertu, pour qui on peut toujours faire quelque chose. »

Dernier du nom de d'Aguesseau, c'est son petit-fils Eugène, comte de Ségur qui hérite de sa pairie.

## Titres
- marquis d'Aguesseau (avant 1789) ;
- Comte « Daguesseau » et de l'Empire (lettres patentes du 24 avril 1808, Bayonne[2]) ;
- Pair de France (4 juin 1814, marquis-pair héréditaire le 21 août 1817, lettres patentes du 20 décembre 1817[3]).

## Distinctions
- Prévôt maître des cérémonies de l'Ordre du Saint-Esprit (1783-1790)
- Légion d'honneur[4]
  - Légionnaire (9 vendémiaire an XII (2 octobre 1803))
  - Commandeur (25 prairial an XII (14 juin 1804))

## Armoiries
| Figure | Blasonnement |
|        | Armes des d'Aguesseau D'azur, à deux fasces d'or, accomppagné de six coquilles d'argent, 3 en chef, 2 entre les fasces et 1 en pointe. TenantsDeux hommes marins ailés, vêtus de dalmatiques écaillées. Couronnede marquis ; CimierUn triton posé de front. |
|        | Armes du comte d'Aguesseau et de l'Empire De gueules, franc-quartier de sénateur ; à la fasce d'or accompagnée de trois coquilles d'argent, deux au-dessus et une en pointe, une étoile d'argent en chef., On trouve aussiDe gueules, à la fasce d'or accompagnée de trois coquilles d'argent, deux en chef, une en pointe, les deux du chef séparées par une étoile haussée d'argent ; au canton des Comtes sénateurs de l'Empire brochant au neuvième de l'écu. De gueules, à la fasce d'or, acc. de trois coquilles d'argent, 2 en chef et 1 en pointe, et une étoile du mesme posée au point du chef, au franc-quartier chargé du signe des sénateurs qui est: d'azur, au caducée d'or. - Livrées : rouge, jaune et verd. |
|        | Armes de pair de France (pair à vie, par ordonnance du 4 juin 1814 confirmé à titre héréditaire par l'ordonnance du 19 août 1815 ; marquis-pair héréditaire par ordonnance du 31 août 1817, et confirmé sur majorat de pairie par lettres patentes du 20 décembre 1817) D'azur, à deux fasces d'or, accompagnées de cinq coquilles d'argent posées 2, 2, 1, deux entre les fasces et une en pointe soutenue d'un croissant aussi d'argent., |